# Audi - The Art of Performance
Audi - The Art of Performance er en dansk eksperimentalfilm fra 2015 instrueret af Laurits Flensted-Jensen.

## Medvirkende
- Henrik Henriksen